# Thomas Bropleh
Thomas Bropleh (Denver, Colorado; 17 de agosto de 1991) es un jugador de baloncesto estadounidense con nacionalidad liberiana que mide 1,96 metros y actualmente juega de alero en el Hiopos Lleida de la Liga Endesa.

## Trayectoria
Se graduó de la Universidad de Boise St. en la NCAA y tras no ser drafteado en 2014, dio el salto a Europa para jugar en las filas del Finke baskets Paderborn alemán.
En la siguiente temporada, jugaría en la Liga de Desarrollo de la NBA, en las filas de Texas Legend, para más tarde, volver a Europa y jugar en el FC Porto Ferpinta portugués.
En febrero de 2017, abandona las filas del FC Porto para firmar por el Club Baloncesto Breogán de LEB Oro, hasta el final de la temporada 2016-17.
El 10 de agosto de 2020, se hace oficial su fichaje por Covirán Granada de la LEB Oro.
El 7 de julio de 2023, firma por el Veltex Shizuoka de la B2.League japonesa.
El 28 de julio de 2024, firma por el Hiopos Lleida de la Liga Endesa.